# Diaea puncta
Diaea puncta es una especie de araña cangrejo del género Diaea, familia Thomisidae. Fue descrita científicamente por Karsch en 1884.

## Distribución
Esta especie se encuentra en África.